# Theoretisch-praktisches Handbuch der Forstbotanik und Forsttechnologie
Theoretisch-praktisches Handbuch der Forstbotanik und Forsttechnologie ("Manual teórico-práctico de botánica forestal y tecnología forestal"), abreviado Theor. Prakt. Handb. Forstbot., es un libro con descripciones botánicas que fue escrito por el naturalista alemán Moritz Balthasar Borkhausen. Fue publicado en dos partes, en los años 1800 y 1803.
Entre las especies que Borkhausen describió en esta obra destaca el manzano europeo, Malus domestica.